# Pico Formoso Grande
Pico Formoso Grande ist ein Berg auf São Tomé und Príncipe.

## Geographie
Der Pico Formoso Grande ist ein Gipfel der zentralen Bergkette auf São Tomé und liegt östlich des Zentrums der Insel. Er überblickt die Ortschaft  Bombaim im Norden und das Vale Formoso im Osten. Der Berg ist bewaldet und an seinen Hängen entspringen Quellbäche des Rio Abade. Im Nordwesten schließt sich der Pico Formoso Pequeno an und im Osten der Cantagalo. Nach Südwesten erhebt sich das Bergmassiv, von welchem der Gipfel nur ein Ausläufer ist, bis auf über 1200 m Höhe.